# ارمون
شهر ارمون (به فرانسوی: Ermont) در شهرستان ولدوآز در ناحیه ایل-دو-فرانس با جمعیت ۲۸٬۰۷۴ نفر در کشور فرانسه واقع شده‌است